# Jérôme Lejeune (Musikwissenschaftler)
Jérôme Lejeune (* 2. Februar 1952 in Lüttich) ist ein belgischer Musikwissenschaftler, Musiker, Rundfunkmoderator und Musikherausgeber.

## Leben
Jérôme Lejeune ist Sohn der Musikwissenschaftlerin Suzanne Clercx-Lejeune (1910–1985). Er studierte Musikwissenschaften an der Universität Lüttich. In seiner Abschlussarbeit befasste er sich mit der Lyra-Viol (Form der Bassgambe im England des 17. Jahrhunderts). Am Brüsseler Konservatorium erlernte er das Spiel der Gambe, bei Wieland Kuijken. Ab 1976 lehrte er viele Jahre Musikgeschichte am Königlichen Konservatorium Lüttich, wo er unter anderem mehrere Projekte zur Einführung in die Alte Musik leitet. Parallel zu seiner Unterrichtstätigkeit moderiert er mehrere Alte Musik Sendungen, beim französischsprachigen Kultursender „Musiq'3“.

## Label „Ricercar“
1980 gründete Lejeune das Musiklabel „RICERCAR“ welches inzwischen 450 CD-Titel, fast alle nach den Erkenntnissen der historischen Aufführungspraxis aufweisen kann, zu denen er alle Booklets verfasste. Gründer und Weggefährten der Anfangszeit des Labels waren, der Organist und Cembalist Bernard Foccroulle, der Gambist Philippe Pierlot, der Komponist Philippe Boesmans, der Komponist und Dirigent Pierre Bartholomée, die mit dem Geiger François Fernandez den Kern des Ricercar Ensembles bilden, welches ab 1999 zu einem anderen Label überging. Ebenso brachte er die ersten Aufnahmen des „Collegium Vocale Gent“ und der „Chapelle Royale“ unter Philippe Herreweghe auf den Markt. Zu den erfolgreichen CD-Produktionen der Anfangszeit, gehörten die Sammlungen, „Deutsche Barock Kammermusik“ und „Deutsche Barockkantaten“ sowie die Gesamteinspielung von Bachs Orgelwerk durch Bernard Foccroule.
Seit den späten 1990er Jahren kamen neue Ensembles in das Repertoire des Labels, wie „La Fenice“ unter Jean Tubéry, „Millenarium“, „La Pastorella“ unter Frédéric de Roos, „Le Chœur de Chambre de Namur“ (Kammerchor Namür), das Barockorchester „Les Agrémens“, dem „Millenium Orchestra“, „La Caccia“ oder jüngere Gruppierungen wie das „Ensemble Clematis“, „Vox Luminis“ oder „Scherzi Musicali unter Nicolas Achten“. Während Lejeune in der Anfangszeit des Labels sämtliche Aufgaben des Unternehmens, neben seiner Lehr- und Forschungstätigkeit bewerkstelligte, übergab er 2004 die administrativen und kommerziellen Belange der Firma Outhere-Music, die mehrere Klassiklabels unter ihrem Dach vereint. So kann er sich inzwischen auf die Aufnahme- und Produktionsleitung sowie die musikalische Recherche konzentrieren. Gelegentlich übernimmt Lejeune bei Einspielungen einen Gambenpart.